# Minettia mona
Minettia mona är en tvåvingeart som beskrevs av Charles Howard Curran 1926. Minettia mona ingår i släktet Minettia och familjen lövflugor.
Artens utbredningsområde är Puerto Rico. Inga underarter finns listade i Catalogue of Life.